# Princesse Europe
Pour plus de détails, voir Fiche technique et Distribution.
Princesse Europe est un film documentaire français réalisé par Camille Lotteau et sorti en 2020.

## Synopsis
En 2019, durant la campagne des élections européennes, Bernard-Henri Lévy se rend dans une vingtaine de pays de l'Union européenne dans le cadre de la tournée de sa pièce Looking for Europe.

## Fiche technique
- Titre : Princesse Europe
- Réalisation : Camille Lotteau
- Scénario : Camille Lotteau
- Montage : Camille Lotteau
- Photographie : Olivier Jacquin
- Son : Mathieu Villien, Antoine Bailly
- Montage son : Thomas Fourel
- Société de production : Margo Cinéma
- Société de distribution : Sophie Dulac Distribution
- Pays de production :  France
- Genre : documentaire
- Durée : 113 minutes
- Date de sortie :
  - France : 14 octobre 2020

## Distribution
- Bernard-Henri Lévy : lui-même

## Sélection
- Mostra de Venise 2020[1],[2],[3]